# Bandeira de Moçambique
A Bandeira de Moçambique é a bandeira nacional da República de Moçambique que foi adoptada em 1º de Maio de 1983. É uma bandeira tricolor com fimbriações brancas e um triângulo vermelho. O verde-azulado representa as riquezas da terra, as bordas brancas significam a paz, o preto representa o continente africano, o amarelo simboliza os minerais do país e o vermelho representa a luta pela independência. Inclui a imagem de um fuzil Kalashnikov (AK-47) com uma baioneta fixada ao cano e cruzado a uma enxada, sobrepostos a um livro aberto. A espingarda representa a defesa e vigilância, o livro aberto simboliza a importância da educação, a enxada representa a agricultura do país e a estrela simboliza o espírito de solidariedade internacional do povo moçambicano.
É uma das quatro bandeiras nacionais entre os Estados-membros da ONU que apresentam uma arma de fogo, junto com as da Guatemala, Haiti e Bolívia, mas é a única das quatro a apresentar uma arma de fogo moderna em vez de canhões ou mosquetes.

## História
A bandeira é baseada na bandeira da Frente de Libertação de Moçambique (FRELIMO), o principal partido político em Moçambique. A bandeira da FRELIMO, usada por um breve período após o país ter conquistado a independência de Portugal, parece-se com a bandeira atual mas sem o emblema, com faixas horizontais verdes, pretas e amarelas separadas por fimbriações brancas e um triângulo vermelho na tralha.
Na independência, as cores foram reorganizadas para formar a bandeira nacional, em diagonais que emanam da tralha superior. Sobre ela havia uma roda dentada branca contendo a enxada, o rifle, o livro e a estrela que aparecem na bandeira atual. A bandeira foi alterada em 1983; as cores foram dispostas em listras horizontais e a estrela ficou maior. Mais tarde, no mesmo ano, a roda dentada foi removida, levando à forma atual da bandeira.

## Organização

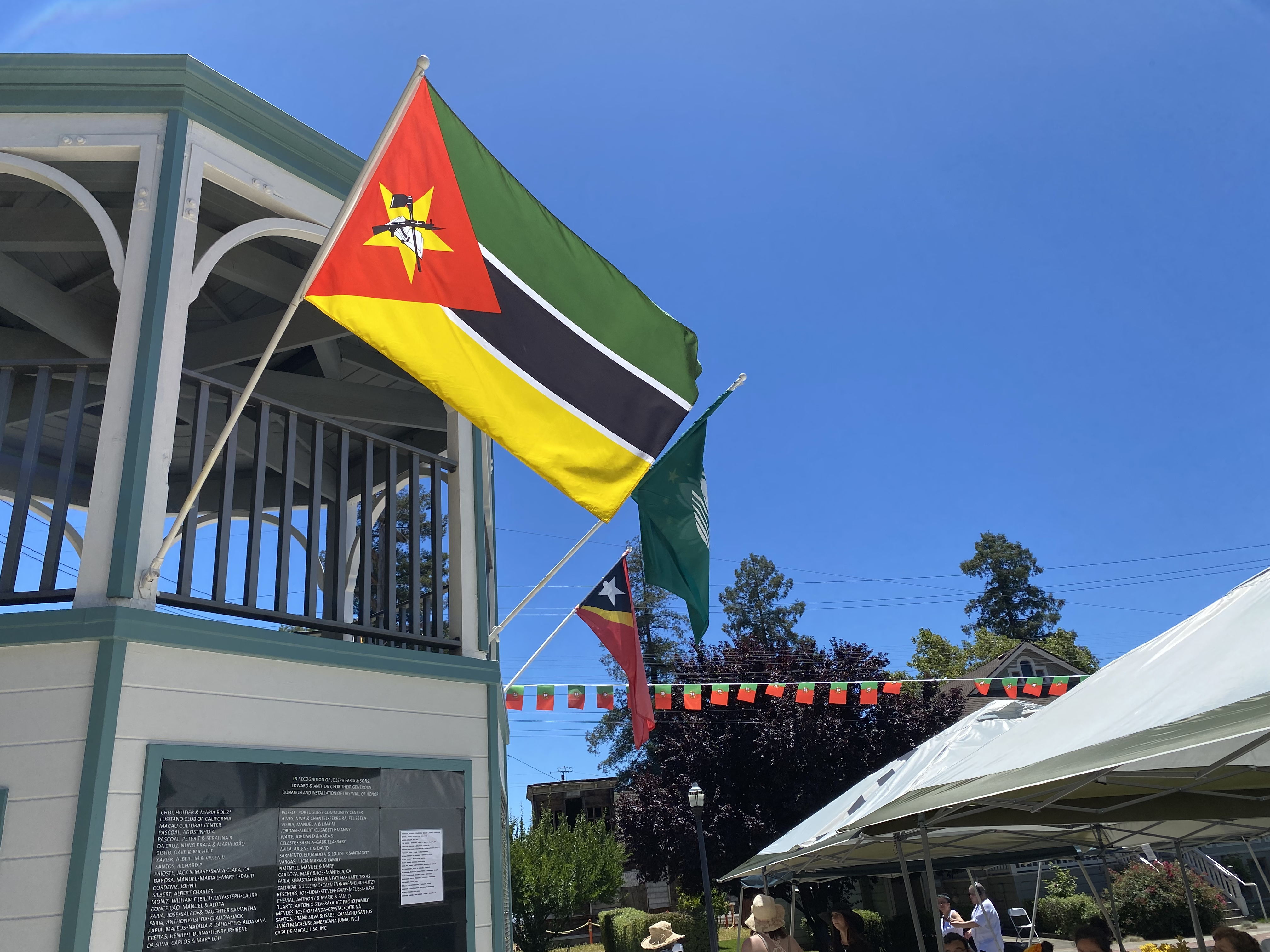
Bandeira de Moçambique durante o Festival do Dia de Portugal em San José, na Califórnia.

A Bandeira de Moçambique é composta por três faixas horizontais com as cores verde, preta e amarela, de cima para baixo, separadas por estreitas faixas brancas; sobreposto às faixas, junto à tralha, encontra-se um triângulo isósceles de cor vermelha, dentro do qual há uma estrela dourada de cinco pontas, com um livro ao centro, sobre a qual se cruzam uma arma e uma enxada.
O significado das cores, segundo a constituição da República de Moçambique, é o seguinte:
- Vermelha – a luta de resistência ao colonialismo, a Luta Armada de Libertação Nacional e a defesa da soberania;
- Preta – o continente africano;
- Verde-azulado – a riqueza do solo;
- Amarela-dourada – a riqueza do subsolo; e
- Branca – a paz.

## Proposta de nova bandeira de 2005
Em 2005, foi realizado um concurso para desenhar uma nova bandeira para Moçambique. Isso ocorreu no contexto de um esforço para criar um novo brasão e hino para o país. A RENAMO, oposição parlamentar de Moçambique, queria especificamente ver dois símbolos removidos da bandeira: a estrela, que eles viam como representativa do passado comunista do país; e o fuzil de assalto Kalashnikov, que eles argumentaram ser incompatível com um país tentando ser pacífico após a Guerra Civil Moçambicana. A FRELIMO, o partido no poder, argumentou que a semelhança da estrela com o símbolo comunista era uma coincidência e que a espingarda representava a luta da nação pela independência.
Foram recebidas 169 inscrições[1] e uma bandeira vencedora foi selecionada, mas foi rejeitada pelo parlamento liderado pela FRELIMO em dezembro de 2005. Todas as 169 bandeiras propostas foram recusadas, incluindo a bandeira atual sem o fuzil.

## Galeria

### Estandartes presidenciais

Estandarte Presidencial da República Popular de Moçambique de 1975 a 1982.
Estandarte Presidencial da República Popular de Moçambique de 1982 a 1990.
Estandarte Presidencial da República de Moçambique desde 1990.

### Bandeiras históricas

Bandeira da África Oriental Portuguesa/Moçambique (1911–1974).
Bandeira de Moçambique Português (proposta de 1965).
Bandeira do Moçambique Português (5 de setembro de 1974 - 25 de junho de 1975).
Bandeira de Moçambique (25 de junho de 1975 - abril de 1983).
Bandeira de Moçambique (abril de 1983 - 1º de maio de 1983)

### Bandeiras regionais

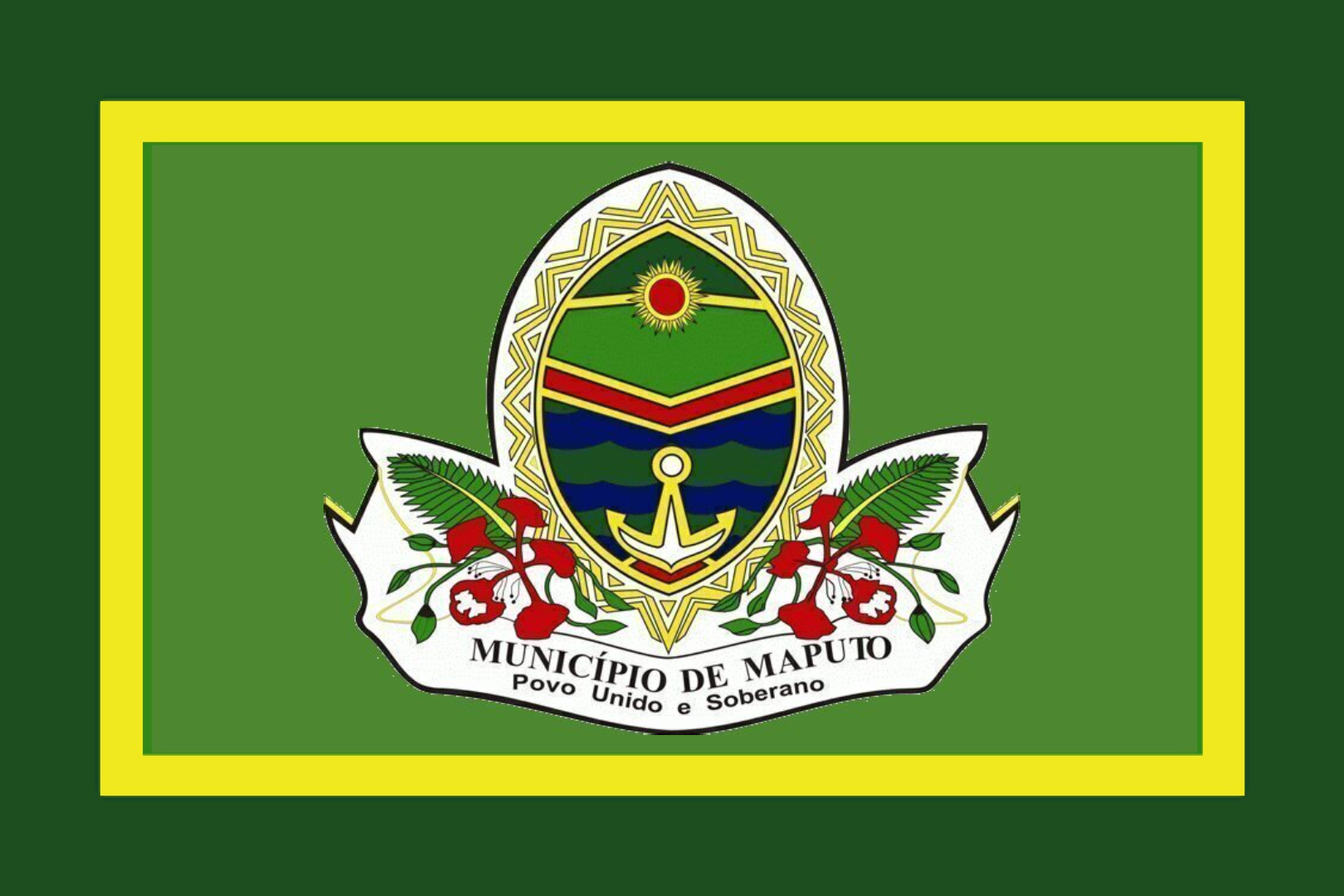
Bandeira de Maputo.